# 필라델피아 자유의 메달
필라델피아 자유의 메달(Liberty Medal of Philadelphia)은 필라델피아 자유메달 또는 간략히 자유메달(Liberty Medal)이라고도 하며, 미국 독립운동의 발상지였던 필라델피아가 전세계 민주주의와 인권 신장에 공헌한 사람이나 조직에 수여하는 특별상이다. 이 메달은 미국의 국부(國父)인 초대 대통령 조지 워싱턴이 영국과 전쟁을 벌이면서 독립을 쟁취한 근거지로 미국의 옛 수도였던 필라델피아의 시 정부가 미국의 독립 정신을 기리기 위해 지난 1988년에 제정했으며 미국 국립헌법센터(NCC)가 주관한다. 미국 독립기념일인 7월 4일 필라델피아 독립기념관에서 열린다.

## 개요
필라델피아 자유의 메달에서 자유는 `양심의 자유, 억압으로부터의 자유, 무지로부터의 자유, 빈곤으로부터의 자유' 등 광범위한 자유를 의미한다.

## 역대 수상자
| 년도   | 수상자                    | 수상에 대한 내용 |
| ------ | ------------------------- | --- |
| 1989년 | 레흐 바웬사               | 폴란드 자유노조 지도자인 바웬사가 폴란드에 더 많은 자유를 보장하려는 노력을 인정했다. |
| 1990년 | 지미 카터                 | 카터 前대통령은 『이 메달은 나에게 주어진 것이 아니라 조지아의 카터센터의 업적에 대해 수여된 것』이라고 소감을 대신하고 기념식에 운집한 수천명의 군중들에게 상금을 세계 전역에서의 평화 및 인권운동을 위해 사용하겠다고 다짐했다. |
| 1991년 | 국경없는 의사회           | 프랑스에 본부를 둔 의료구호.인권단체 |
| 1991년 | 오스카르 아리아스         | “세계평화는 원래 인내와 지구력이 필요하며 어떠한 폭력도 반대하며 전쟁은 최후의 수단이 돼야 합니다. 마찬가지로 북한문제도 대화와 협상을 통해 해결의 실마리를 찾아야 합니다. 리더십이나 도덕성, 민주주의 전통이 약한 곳에서 분쟁이 일어난다 이러한 어려움을 극복하기 위해서는 무력과 전쟁이 아니라 세계인이 함께 평화를 도모해야 한다”고 말하는 오스카 아리아스는 1987년 노벨평화상을 수상할 당시 평화상 후보였던 김대중과 경쟁을 벌였고 2000년에는 김대중의 노벨상 수상을 강력히 추천하기도 했다. 2004년 두 사람은 필라델피아 공동 의장을 맡았다. |
| 1992년 | 서굿 마셜                 | 미국의 최초 흑인 대법관으로 민권운동에 앞장서 온 서굿 마셜 대법관이 FBI에 비판적이었음에도 불구하고 흑인민권운동단체 NAACP의 지도자들에 관한 정보와 폭력적인 민권운동을 주장하는 일부 민권운동가들의 50년대 민권운동 전반에 관한 정보가 FBI에 제공되었다는 사실이 1959년 6월4일자 FBI 비망록에서 드러났다. |
| 1993년 | F. W. 데 클레르크         | 남아공 프레드릭 드 클레르크 대통령과 넬슨 만델라 아프리카민족회의(ANC) 의장은 남아공의 인종차별정책을 개혁하는데 노력한 공로가 인정됐다. |
| 1993년 | 넬슨 만델라               | 남아공 프레드릭 드 클레르크 대통령과 넬슨 만델라 아프리카민족회의(ANC) 의장은 남아공의 인종차별정책을 개혁하는데 노력한 공로가 인정됐다. |
| 1994년 | 바츨라프 하벨             | 79년 ‘부당하게 억압받는 자들을 변호하는 모임(VONS)’을 설립하는 등 활발한 활동을 펼치다 5년 동안 옥고를 치르기도 했다. 89년 학생시위에서부터 시작된 ‘벨벳혁명’의 물결에서 시민포럼을 결성해 공산정권을 무너뜨리고 그해 12월 체코슬로바키아 연방의회에서 대통령에 선출됐다. |
| 1995년 | 오가타 사다코             | 난민보호에 힘쓴 유엔고등난민판무관 |
| 1996년 | 시몬 페레스               | 중동평화에 기여한 공로로 공동 수상 |
| 1996년 | 후세인 1세                | 중동평화에 기여한 공로로 공동 수상 |
| 1997년 | CNN 인터내셔널            | 민주화 보도 |
| 1998년 | 조지 J. 미첼              | 북아일랜드 신·구교간 협상을 일궈낸 지역내 평화를 일궈냈다. |
| 1999년 | 김대중                    | `자유의 메달' 수상자를 정하는 국제선발위원회는 "김대통령은 한국을 보다 자유롭고 사회정의에 역점을 둔 보다 개방된 시장경제로 이끄는데 공헌했다"면서 "특히 김대통령은 결연한 자세로 한국의 생활수준을 높이고 한국민과 지역의 정치적 안정을 위한 모델을 창조했다"고 지적했다. 선발위원장인 마틴 메이어슨 교수는 "김대통령은 거의 반세기동안 한국의 민주적 가치의 상징이었을뿐 아니라 민주주의를 향한 진전을 이룩한 역사적 인물"이라면서 "그는 한국민들과 모든 대륙의 지도자들로부터 찬사를 받았다"고 강조했다.김대중은 영어로 한 만찬연설에서 "나에게 한국의 민주화와 인권을 위한 공헌이 있었다면, 이는 어떤 압제에도 굴하지 않았던 우리 한국 국민의 자유, 민주와 인권을 위한 의지가 강했기 때문이다. 대통령이 된 나에게 한국경제의 회복과 발전에 대한 기여가 있었다면 고통을 나누며 개혁에 앞장서준 한국의 국민과 기업, 노동자들 덕분이다. 나의 이번 자유메달 수상은 우리 한국이 이룩한 자유와 인권신장의 성과를 바탕으로 아시아의 민주주의 국가로서, 그리고 인권국으로서 모범이 되라는 격려라고 생각한다"고 밝혔다. 이에 대해 북한은 "세계 도처에서 배격을 받는 미국식 자유와 같은 더러운 것이 남조선에 거침없이 쓸어들수 있게 대문을 더 활짝 열어놓겠다는 소리가 분명하다"면서 "역겨운 자유타령을 더 이상 늘어놓지 못하게 당장 목을 비틀어 놓아야 한다"고 말했다. |
| 2000년 | 제임스 왓슨               | |
| 2000년 | 프랜시스 크릭             | |
| 2001년 | 코피 아난                 | 5년 임기의 유엔 사무총장직 연임이 확정된 그는 수상연설을 통해“인간의 삶이 있는 곳에서는 피부색과 국적, 종교에 관계없이 자유에 대한 갈망이 있다”고지적하고 “자유는 우리시대의 가치있는 성전”이라고 밝혔다. |
| 2002년 | 콜린 파월                 | 콜린 파월 미국 국무장관은 전세계를 통해 자유를 추구하고 촉진하는데 있어서 발휘한 지도력으로 올해 필라델피아 자유메달 수상자로 선정됐다고 조직위원회가 발표했다. 조직위는 파월 장관이 미국 주도의 대(對)테러 국제 연합작전을 조직하고 중동평화를 위해 노력했으며 아프가니스탄인들이 국가를 일신시키도록 도왔다는 이유로 특별히 존경받고 있다고 말했다. |
| 2003년 | 샌드라 데이 오코너        | 주요 의사 결정에 공정성과 신중함이 미국사회에 지속적으로 영향을 미쳤다 |
| 2004년 | 하미드 카르자이           | 자유는 거저 주어지는 것이 아니라 죽을 위험에 맞서야 한다는 것을 알기에 자유라는 고귀한 것을 끝까지 지키내겠다고 말한다. |
| 2005년 | 빅토르 유셴코             | 부패와 선거 부정에 용기있게 맞서 오렌지 혁명 이후에 헌법에 규정 된 인간의 존엄성, 정의, 자유와 민주주의의 고귀한 이상을 구현할 수 있는 기회를 가진 것에 대해 강조했다. |
| 2006년 | 조지 H. W. 부시           | |
| 2006년 | 빌 클린턴                 | |
| 2007년 | 보노                      | 록 밴드 U2 보컬 보노는 '데트 AIDS 트레이드 아프리카' 재단을 공동 설립. 2005년 아프리카의 가난한 국가들에 대한 채무 탕감을 촉구하는 '라이브8 콘서트'를 열고 시상식에서 "나는 필라델피아에서 시작된 미국의 건국 이념을 사랑한다. 그것은 세계가 필수적으로 갖춰야 할 가치"라며 "미국의 자유에 대한 의지는 2차 세계 대전을 종식시켰고, 마샬 플랜으로 유럽을 재건했으며 인간을 달에 보냈다"라고 했다. |
| 2008년 | 미하일 고르바초프         | 고르바초프 전 대통령은 이날 미국 필라델피아의 내셔널헌법센터에서 열린 시상식에서 냉전 종식에 기여하고, 옛 소련 주민들에게 희망을 가져다 준 공로로 자유메달을 받았다. 조지 부시 전 미국 대통령은 “고르바초프 전 대통령은 전 세계가 함께 자유를 추구할 수 있다는 가능성을 연 인물”이라고 했다. |
| 2009년 | 스티븐 스필버그           | 국립헌법센터(NCC)는 스필버그의 예술성과 인도주의적인 공로로 이같이 선정했다고 밝혔다. |
| 2010년 | 토니 블레어               | 블레어 전 총리는 "자유는 지구 한 가운데 있는 평범한 사람이 대단한 일을 한 결과"라며 "자유는 갑자기 획득되는 것이 아니고, 노력을 통해 얻어지는 것이다"고 말했다. |
| 2011년 | 로버트 게이츠             | |
| 2012년 | 무하마드 알리             | 알리는 30년 가까이 파킨슨병을 앓고 있어 제대로 몸을 가누기도 어려운 상황이었고 말도 거의 하지 못했다. |
| 2013년 | 힐러리 클린턴             | 클린턴 전 장관은 또 "우리는 우리의 정치적 차이보다도 더 중요한 무엇인가를 공유하고 있다"면서 "우리 모두 이 나라를 사랑하고 있으며, `건국의 아버지들'의 지혜와 헌법을 믿고 있다"고 강조했다. |
| 2014년 | 말랄라 유사프자이         | 말랄라는 억압 속에서도 평등과 자유를 위해 맞서 싸웠다”며 “그는 열정적이고 헌신적인 지도자는 나이에 상관없이 개혁을 이끌 힘이 있다는 것을 보여 줬다 |
| 2015년 | 제14대 달라이 라마        | |
| 2016년 | 존 루이스                 | |
| 2017년 | 존 매케인                 | |
| 2018년 | 조지 W. 부시, 로라 부시   | |
| 2019년 | 앤서니 케네디             | |
| 2020년 | 루스 베이더 긴즈버그      | |
| 2021년 | 지미 라이 루자인 알하틀룰 | |

## 같이 보기
- 노벨평화상